# Diaková
Diaková (hongrois : Deákfalu) est un village de Slovaquie situé dans la région de Žilina.

## Histoire
La première mention écrite du village date de 1327.

## Démographie

### Évolution de la population
| Année:               | 1994. | 2004.   | 2014.    | 2024.    |
| -------------------- | ----- | ------- | -------- | -------- |
| Nombre de personnes: | 222   | 243     | 349      | 595      |
| Différence:          |       | +9,45 % | +43,62 % | +70,48 % |

| Année:               | 2023. | 2024.   |
| -------------------- | ----- | ------- |
| Nombre de personnes: | 576   | 595     |
| Différence:          |       | +3,29 % |